# Tugènides
Tugènides (en llatí Thugenides, en grec antic Θουγενίδης) fou un poeta còmic atenenc d'època desconeguda, el nom del qual només apareix a alguns passatges de gramàtics antics, en alguns dels quals s'ha corromput en Tucídides.
De la seva poesia es coneix el títol Δικασταί (Dikastai "Els jutges"), una línia i algunes paraules. El citen Suides, Foci, Juli Pòl·lux i Joan Tzetzes, entre d'altres. Fabricius, que l'inclou a la Bibliotheca graeca, el qualifica erròniament de poeta tràgic.